# Dario Dainelli
Dario Dainelli (Pontedera, 9 juni 1979) is een profvoetballer uit Italië die doorgaans als verdediger speelt. Hij verruilde Genoa in augustus 2012 voor Chievo Verona. Dainelli debuteerde in 2005 in het Italiaans voetbalelftal.
Dainelli speelde één officiële interland in het Italiaans voetbalelftal, op 11 juni 2005. Die dag begon hij onder leiding van bondscoach Marcello Lippi in de basis in een oefeninterland tegen Ecuador (1-1) in East Rutherford. Hij moest na 45 minuten plaatsmaken voor collega-debutant Roberto Baronio.